# 부산광역시상수도사업본부
부산광역시상수도사업본부(釜山廣域市上水道事業本部, Busan Water Authority)는 수도의 안정적 공급과 급수서비스의 향상을 기하고 상수도사업의 공공성과 전문성의 확보에 관한 사무를 분장하는 부산광역시청의 사업소이다. 본부장은 지방이사관 또는 지방부이사관으로 보한다.

## 설치 근거 및 소관 사무

### 설치 근거
- 「부산광역시 행정기구 설치 조례」 제22조제1항[2]

### 소관 사무
- 중·소규모 댐건설 등 원수개발에 관한 사항
- 취수·정수, 송수·배수·급수, 누수탐사 및 노후관교체에 관한 사항
- 수질향상을 위한 연구 및 개선에 관한 사항
- 요금, 시설분담금, 급수설비손료, 제수수료의 부과·징수에 관한 사항
- 기타 수돗물의 안정적 공급에 관한 사항

## 연혁
- 1966년 9월 1일: 부산직할시청 소속으로 중부·북구·동래수도사업소와 수도시설관리소를 설치. 수도시설관리소의 하부기관으로 중부·서부·동부배수지소, 명장정수장지소, 범어사·성지곡·구덕수원지지소를 둠.[3]
- 1968년 9월 2일: 구덕수원지지소를 구포심정양수장지소로 개편.[4]
- 1969년 3월 28일: 명장정수장지소를 부산직할시청 직속 명장정수관리소로 승격. 수도시설관리소의 하부기관으로 영도배수지소, 양저양수지소, 물금취수장지소를 설치.[5]
- 1970년 2월 20일: 부산북구수도사업소를 부산동부수도사업소와 부산북부수도사업소로 분리.[6]
- 1974년 11월 25일: 수도시설관리소의 하부기관으로 북부·동래배수지소를 설치하고 물금취수장지소를 이관받음. 구포심정양수장지소를 구포배수지소로 개편하여 수도시설관리소 관할로 이관. 양정양수지소, 성지곡수원지지소를 폐지하고 범어사정수지소를 명장정수관리소 관할로 이관. 명장정수관리소의 하부기관으로 오륜동정수지소와 회동수원지소를 설치.[7]
- 1975년 8월 22일: 수도시설관리소의 하부기관으로 괴정·덕포양수지소와 구포배수지소를 설치. 부산직할시청 직속으로 화명정수관리소를 설치하고 물금취수장지소를 이관받음.[8]
- 1975년 8월 26일: 부산중부·동부·북부·동래수도사업소를 폐지.[9]
- 1986년 5월 31일: 부산직할시청 직속으로 덕산정수관리소를 설치하고 하부기관으로 매리취수지소를 둠. 수도시설관리소의 하부기관으로 사상양수지소 설치.[10]
- 1987년 6월 16일: 수도시설관리소의 하부기관으로 덕천양수지소 설치.[11]
- 1989년 8월 29일: 부산직할시청 직속으로 부산직할시상수도사업본부를 설치하고 명장·화명·덕산정수사업소를 하부기관으로 편입. 수도시설관리소를 시설관리사업소로 개편하여 상수도사업본부 관할로 이관. 부산직할시상수도사업본부의 하부기관으로 중부·서부·동부·영도·부산진·동래·남부·북부·해운대·사하·금정·강서사업소 설치. 사상·구포배수지소 폐지.[12]
- 1991년 4월 25일: 수질검사소 설치.[13]
- 1995년 3월 1일: 부산광역시청 소속 부산광역시상수도사업본부로 개편.[14]
- 1996년 6월 14일: 기장사업소 설치.[15]
- 1997년 1월 1일: 공업용수도사업소 설치.[16]
- 1998년 9월 15일: 중부사업소와 동부사업소를 중동부사업소로 통합.[17]
- 1999년 1월 1일: 동래배수지소를 폐지하고 해운대배수지소를 설치.[18]
- 2000년 1월 1일: 수질검사소를 수질연구소로 개편.[19]
- 2003년 5월 1일: 공업용수도사업소와 영도배수지소 및 덕포양수지소를 폐지.[20]
- 2007년 7월 11일: 오륜동정수지소를 폐지.[21]
- 2016년 11월 2일: 동래사업소와 금정사업소를 북부통합사업소로 통합.[22]
- 2017년 7월 1일: 배수지소와 가압지소를 지소로 개편.[23]

## 조직

### 본부장
경영지원부
- 총무팀[25]
- 경영기획팀[25]
- 요금감사팀[25]
- 재무팀[25]
- 정보관리팀[25]
- 콜센터운영팀[26]

급수부
- 급수계획팀[28]
- 급수관리팀[29]
- 수질팀[30]
- 재난안전팀[29]
- 종합상황실[29]

시설부
- 시설팀[29]
- 공무팀[29]
- 기계전기팀[31]

### 하부기관
- 시설관리사업소[27]

- 수질연구소[32]

- 정수사업소[27]

| 명칭           | 사진 | 주소                             | 관할구역                                 |
| -------------- | ---- | -------------------------------- | ---------------------------------------- |
| 명장정수사업소 |      | 부산광역시 동래구 반송로 310     | 명장정수장, 범어사정수지소, 회동수원지소 |
| 화명정수사업소 |      | 부산광역시 북구 와석장터로 45    | 화명정수장, 물금취수지소                 |
| 덕산정수사업소 |      | 경상남도 김해시 대동면 동북로 67 | 덕산정수장, 매리취수지소                 |

- 지역사업소[25]

| 명칭           | 사진 | 주소                            | 관할구역             |
| -------------- | ---- | ------------------------------- | -------------------- |
| 북부통합사업소 |      | 동래구 반송로 330               | 동래구·연제구·금정구 |
| 중동부사업소   |      | 중구 샘길 10                    | 중구·동구            |
| 서부사업소     |      | 서구 자갈치로 7                 | 서구                 |
| 영도사업소     |      | 영도구 상수도길 10              | 영도구               |
| 부산진사업소   |      | 부산진구 중앙대로 955           | 부산진구             |
| 남부사업소     |      | 수영구 황령대로 503-11          | 남구·수영구          |
| 북부사업소     |      | 사상구 백양대로 832             | 북구·사상구          |
| 해운대사업소   |      | 해운대구 마린시티1로 7          | 해운대구             |
| 사하사업소     |      | 사하구 낙동대로 239             | 사하구               |
| 강서사업소     |      | 부산광역시 강서구 공항로 721    | 강서구               |
| 기장사업소     |      | 기장군 기장읍 차성동로31번길 10 | 기장군               |

- 지소

| 관할사업소     | 명칭           | 사진 | 주소                                   |
| -------------- | -------------- | ---- | -------------------------------------- |
| 시설관리사업소 | 중부지소       |      | 부산광역시 영도구 태종로 282           |
| 시설관리사업소 | 동부지소       |      | 부산광역시 남구 수영로325번길 159-12   |
| 시설관리사업소 | 괴정지소       |      | 부산광역시 사하구 낙동대로 239         |
| 시설관리사업소 | 북부지소       |      | 부산광역시 금정구 식물원로75번길 14-10 |
| 시설관리사업소 | 해운대지소     |      | 부산광역시 해운대구 대천로67번길 48    |
| 시설관리사업소 | 사상지소       |      | 부산광역시 사상구 모덕로 2             |
| 시설관리사업소 | 덕천지소       |      | 부산광역시 북구 만덕대로 146           |
| 명장정수사업소 | 범어사정수지소 |      | 부산광역시 금정구 청룡예전로 75        |
| 명장정수사업소 | 회동수원지소   |      | 부산광역시 금정구 수원지로 58          |
| 화명정수사업소 | 물금취수지소   |      | 경상남도 양산시 물금읍 낙동로 453      |
| 덕산정수사업소 | 매리취수지소   |      | 경상남도 김해시 상동면 동북로 691      |